# Hemichromis letourneuxi
Espèce
Hemichromis letourneuxi est une espèce poissons d'eau douce et saumâtre de la famille des Cichlidae originaire d'Afrique du Nord, principalement du Nil. Elle est populaire dans le monde de l'aquariophilie. Elle a été introduite dans les Caraïbes et dans le sud-est des États-Unis où elle est considérée comme envahissante.

## Étymologie
L'épithète spécifique « letourneuxi » fait référence au collectionneur de type et botaniste Aristide-Horace Letourneux (1820-1890).

## Description
Hemichromis letourneuxi est une petite espèce de poisson au corps long et fin, à la queue arrondie et dotée de 13 à 15 épines sur la nageoire dorsale et de 3 sur la nageoire anale. Sa couleur de fond[pas clair] est très variable, allant du vert-jaune au rouge-brun, voire presque noire. Cette coloration dépend de divers facteurs tels que le sexe, la saison, la nature de son habitat et le stress. Les mâles reproducteurs peuvent développer une coloration rouge sur les branchies et le ventre. 

## Systématique
Le nom valide complet (avec auteur) de ce taxon est Hemichromis letourneuxi Sauvage, 1880.
Hemichromis letourneuxi a pour synonymes :
- Hemichromis letourneauxi Sauvage, 1880
- Hemichromis rolandi Sauvage, 1881

## Publication originale
- H. E. Sauvage, « Note sur quelques poissons recueillis par M. Letourneux, en Épire, à Corfou et dans le lac Maréotis », Bulletin de la Société Philomatique de Paris, Paris, Inconnu, vol. 4,‎ 1880, p. 211-215 (ISSN 0366-3515 et 3039-6840, lire en ligne).